# Venezolaanse rog
De Venezolaanse rog (Rostroraja cervigoni) is een vissensoort uit de familie van de Rajidae. De wetenschappelijke naam van de soort is voor het eerst geldig gepubliceerd in 1964 door Bigelow & Schroeder.